# Казаков Анатолій Федорович
Анатолій Федорович Казаков (нар. 20 вересня 1937, с. Дороничі, Кіров, РРФСР — пом. 28 січня 2009, Самара, Росія) — радянський футболіст, нападник.

## Життєпис
Вихованець челябінського футболу, починав грати в юнацькій команді «Динамо». У 1955 році дебютував за челябінське «Динамо» у змагання КФК. У класі «Б» дебютував в 1956 року в челябінському «Авангарді». Під час служби в армії грав за СКВО (Оренбург), а в 1958 році — в СКВО (Куйбишев).
Відрізнявся вмілим вибором позиції і високою результативністю, за ці якості 1959 року його запросив до куйбишевських «Крил Рад» Олександр Абрамов. У перший рік за «Крила Рад» зіграв 6 матчів відзначився 3 м'ячі. У наступному сезоні з 9 голами став найкращим бомбардиром нашої команди.
У 1960-1963 і 1967 роках в «Крилах Рад» грали два однофамільця-нападника: Анатолій і Борис. 201 гол у 120-ти матчах, забитого «Крилами» за ці роки, на рахунку дуету. Анатолій Казаков за дев'ять років гри у «Крилах Рад» в офіційних матчах забив 84 рази.
У 1970-2003 роках тренував аматорські команди Куйбишева/Самари.

## Досягнення
- Чемпіонат РРФСР
  -  Чемпіон (1): 1961

- Майстер спорту СРСР (звання присвоєно восени 1961 року за перемогу «Крил Рад» в фінальному турнірі переможців зон класу «Б»)
- У вищій лізі чемпіонату СРСР — 157 матчів, 46 голів.